# اورکلا
اورکلا (به نروژی: Orkla) شرکت هلدینگ خوشه‌ای نروژی است، که در زمینه تولید و توزیع محصولات آلومینیمی و نیز سرمایه‌گذاری در کسب‌وکارهای مختلف فعالیت می‌کند.
شرکت اورکلا همچنین مالک چندین برند در زمینه کالاهای مصرفی است. این شرکت دارای سرمایه‌گذاری در صنایعی چون استخراج معادن، رسانه‌های گروهی، صنایع شیمیایی و صنایع غذایی می‌باشد. ریشه‌های تأسیس شرکت اورکلا به سال ۱۶۵۴ (میلادی) بازمی‌گردد. دفتر مرکزی این شرکت در شهر اسلو قرار دارد.